# Tama (incrociatore)
Il Tama fu un incrociatore leggero della Marina imperiale giapponese, secondo delle cinque unità della classe Kuma, attivo durante la Seconda guerra mondiale. Il suo nome deriva dal fiume Tama nella regione giapponese del Kantō.

## Servizio
Impostato il 18 agosto 1918 presso i cantieri navali della Mitsubishi a Nagasaki, fu varato il 10 gennaio 1920 e completato il 29 gennaio 1921. Come le altre navi della sua classe era previsto che venisse usato sia come nave veloce da ricognizione a lungo raggio, sia come nave ammiraglia di flottiglie di cacciatorpediniere o sottomarini. Subito dopo l'entrata in servizio fu assegnato alla copertura degli sbarchi delle truppe nipponiche durante l'intervento giapponese in Siberia contro l'Armata Rossa bolscevica. Nel 1932 dopo l'incidente di Mukden fu assegnato al pattugliamento delle coste settentrionali cinesi e poi, con l'escalation della guerra in Cina, alla protezione degli sbarchi delle truppe giapponesi nella Cina centrale.
Il 10 settembre 1941 diventò la nave ammiraglia del viceammiraglio Boshirō Hosogaya. Esso divenne parte, assieme all'incrociatore leggero Kiso, della 21ª Divisione incrociatori della marina nipponica, facente parte della Quinta flotta giapponese.

### Operazioni nelle acque settentrionali
Il 28 maggio 1942 il Tama salpò dalla baia di Mutsu per partecipare all'"operazione AL", la cattura dell'isola di Attu e di Kiska, nell'ambito della campagna delle isole Aleutine. Dopo avere sbarcato con successo le truppe di invasione, la 21ª Divisione incrociatori fece ritorno a Mutsu il 23 giugno. Tuttavia, il Tama fu presto richiamato per scortare un secondo convoglio a Kiska e successivamente pattugliò le acque di Kiska in previsione del controattacco statunitense fino al 2 agosto. Dopo un breve ritorno alla base navale di Yokosuka per manutenzione, il Tama scortò la guarnigione di Attu a Kiska. Nei mesi successivi continuò a pattugliare le acque delle isole Aleutine e Curili e a rifornire la guarnigione di Attu nell'ottobre e nel novembre 1942 e nel marzo 1943.
Il 23 marzo 1943 il Tama salpò da Paramušir facendo rotta su Attu assieme alle altre unità della Quinta Flotta giapponese al comando del viceammiraglio Hosogaya, che comprendeva, oltre al Tama, due incrociatori pesanti, un incrociatore leggero e cinque cacciatorpediniere. La missione era quella di scortare un convoglio di tre navi con rifornimenti e rinforzi per le truppe di stanza ad Attu. Il 26 marzo la Quinta flotta si scontrò con la Task Force 16.6 americana, che comprendeva un incrociatore pesante, uno leggero e quattro cacciatorpediniere nella Battaglia delle isole Komandorski. Al termine dello scontro, della durata di quattro ore, risultarono danneggiati l'incrociatore pesante americano e un incrociatore pesante giapponese. Il Tama invece non subì danni. I giapponesi furono tuttavia costretti ad abbandonare la missione di rifornimento e a ritornare a Paramushir. Per essersi ritirato di fronte a forze inferiori, il viceammiraglio Hosogaya fu sollevato dal comando della Quinta flotta nipponica, che fu rilevato dal viceammiraglio Shirō Kawase. Nei mesi successivi il Tama rimase di guardia nelle isole Curili senza partecipare ad ulteriori azioni.

### Operazioni nelle acque meridionali
Dopo alcune riparazioni a Yokosuka, il 15 settembre 1943 il Tama fu inviato con il Kiso nelle acque meridionali con rinforzi e rifornimenti prima per le truppe di stanza a Pohnpei, nelle Isole Caroline, poi per quelle di stanza a Rabaul, in Nuova Britannia. Di ritorno da Rabaul, entrambi gli incrociatori furono attaccati il 23 ottobre da aerosiluranti inglesi Bristol Beaufort, provenienti da Guadalcanal. Lo scafo del Tama fu danneggiato in quanto sfiorato dalle bombe, mentre il Kiso fu centrato da una bomba da 250 libbre. Entrambi dovettero riparare a Rabaul per riparazioni di emergenza. Il Tama comunque riuscì a ripartire il giorno dopo.
Giunto il 27 ottobre a Yokosuka fu sottoposto a un esteso programma di riparazioni e di ammodernamento. Furono rimossi due cannoni da 140 mm e furono montati una coppia di cannoni da 125 mm, 18 cannoni automatici Tipo 96 da 25 mm (4x3 e 6x1) ed un radar. Il 9 dicembre le modifiche erano completate e il Tama poté riprendere il mare. Dopo operazioni di pattugliamento nelle acque settentrionali, fra il giugno e l'agosto 1944 l'incrociatore rifornì due volte le Isole Ogasawara. Il 30 agosto fu distaccato dalla 21ª Divisione incrociatori e aggregato alla Marina imperiale per rimpiazzare il perduto Nagara.

### Battaglia del Golfo di Leyte
Durante la battaglia del Golfo di Leyte, il Tama fu assegnato alla Forza settentrionale, comandata dal vice ammiraglio Jisaburō Ozawa. Durante la battaglia di Capo Engaño (25 ottobre 1944), la Forza settentrionale fu attaccata dagli apparecchi provenienti dai gruppi di portaerei della Task Force 38, agli ordini dell'ammiraglio Mitscher. In particolare, il Tama fu attaccato dagli aerosiluranti Avenger decollati dalla Belleau Wood e dalla San Jacinto. Un siluro Mk 13 colpì il Tama nella sala caldaie n. 2, costringendolo, dopo riparazioni di emergenza, a ritirarsi dalla battaglia. Fu inizialmente scortato dal cacciatorpediniere Isuzu, ma a questo fu poi ordinato di proteggere la portaerei Chiyoda, che era stata danneggiata. Fu quindi scortato dal cacciatorpediniere Shimotsuki, ma poi anche questo dovette abbandonarlo per scortare la portaerei Zuiho, anch'essa danneggiata. Il Tama procedette quindi solo alla velocità di 14 nodi (26 km/h) verso Okinawa.
A nord-est di Luzon fu avvistato sul radar dal sommergibile americano Jallao, alla sua prima missione di guerra. La prima salva di tre siluri sparata dal sommergibile dalla distanza di 910 m mancò l'incrociatore, ma la seconda di quattro siluri sparata dalla distanza di 730 m ebbe successo: tre siluri colpirono il Tama spezzandolo in due e facendolo affondare in pochi minuti con tutto l'equipaggio alle coordinate 21°23′N 127°19′E.
Il Tama fu depennato dal Registro navale il 20 dicembre 1944.